# 6135 Білловен
6135 Білловен (6135 Billowen) — астероїд головного поясу, відкритий 14 вересня 1990 року.
Тіссеранів параметр щодо Юпітера — 3,471.